# Johann Karl August Müller
Johann Karl August Müller (o Mueller)(*16 de desembre de 1818-9 de febrer de 1899) va ser un briòleg, botànic, micòleg, i pteridòleg alemany, nadiu d'Allstedt.
Fins a l'any 1843 va treballar com farmacèutic en diverses localitats d'Alemanya, i de 1843 a 1846 va estudiar botànica a la Universitat "Martín Luter" de Trobi-Wittenberg.
L'any 1843 va ser assistent editor de Botanische Zeitung (Premsa Botànica)'', i l'any 1852 va ser cofundador del diari Die Natur. Durant la seva carrera va reunir un herbari de més de 10.000 espècimens briològics.

## Algunes publicacions
- Synopsis muscorum frondosorum, dos vols. 1849-1851
- Genera muscorum frondosorum
- Antäus oder to dir Natur im Spiegel der Menschheit